# Wigoltingen
Wigoltingen ist seit 1995 eine politische Gemeinde und eine Ortschaft im Bezirk Weinfelden des Schweizer Kantons Thurgau und umfasst die ehemalige Munizipalgemeinde Wigoltingen mit deren ehemaligen Ortsgemeinden Bonau, Engwang, Illhart und Wigoltingen.

## Geographie
Wigoltingen liegt im Zentrum des Thurgaus südlich des Seerückens am nördlichen Ufer der Thur zwischen Weinfelden und Frauenfeld.
Zur Gemeinde gehören auch die Ortschaften Bonau, Engwang, Illhart, Wagerswil, Lamperswil und Müllheim-Wigoltingen mit dem gleichnamigen Bahnhof.

## Geschichte

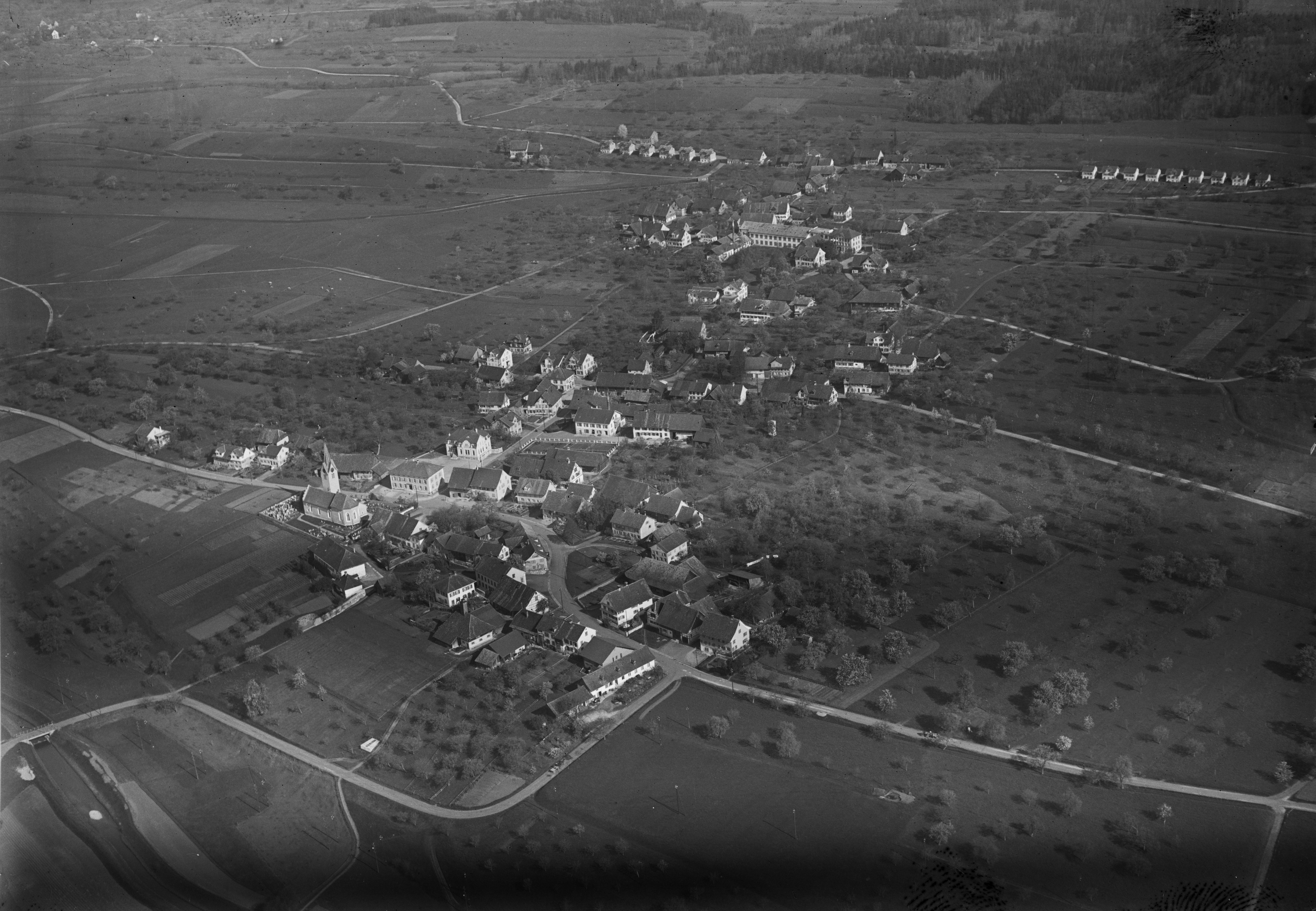
Luftbild von Walter Mittelholzer aus dem Jahr 1924

Erstmals wird Wigoltingen im Jahr 889 unter dem Namen Wigoltinga erwähnt. 1155 zählten Hof und Kirche Wigoltingen zur Ausstattung des Konstanzer Domkapitels. Eine Offnung datiert von 1403. Im September 1445 ereignete sich im Rahmen des Alten Zürichkriegs das Gefecht bei Wigoltingen. Bis 1798 gehörte das Niedergericht Wigoltingen mit Engwang, Gillhof, Hasli, Hof, Niederhofen, Tangwang, Wagerswil und Wigoltingen der Dompropstei Konstanz im Kondominat mit der Herrschaft Altenklingen.

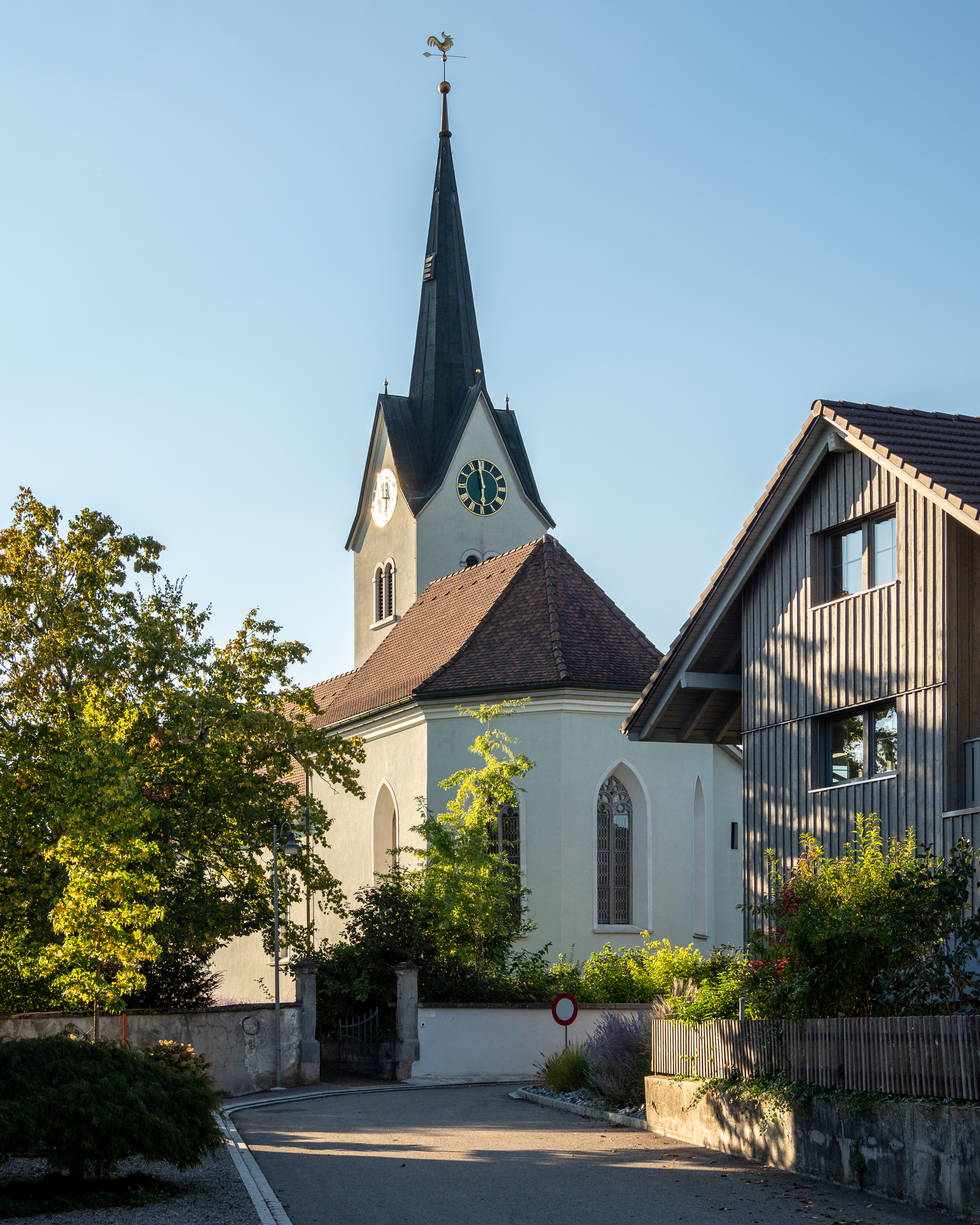
Kirche St. Georg

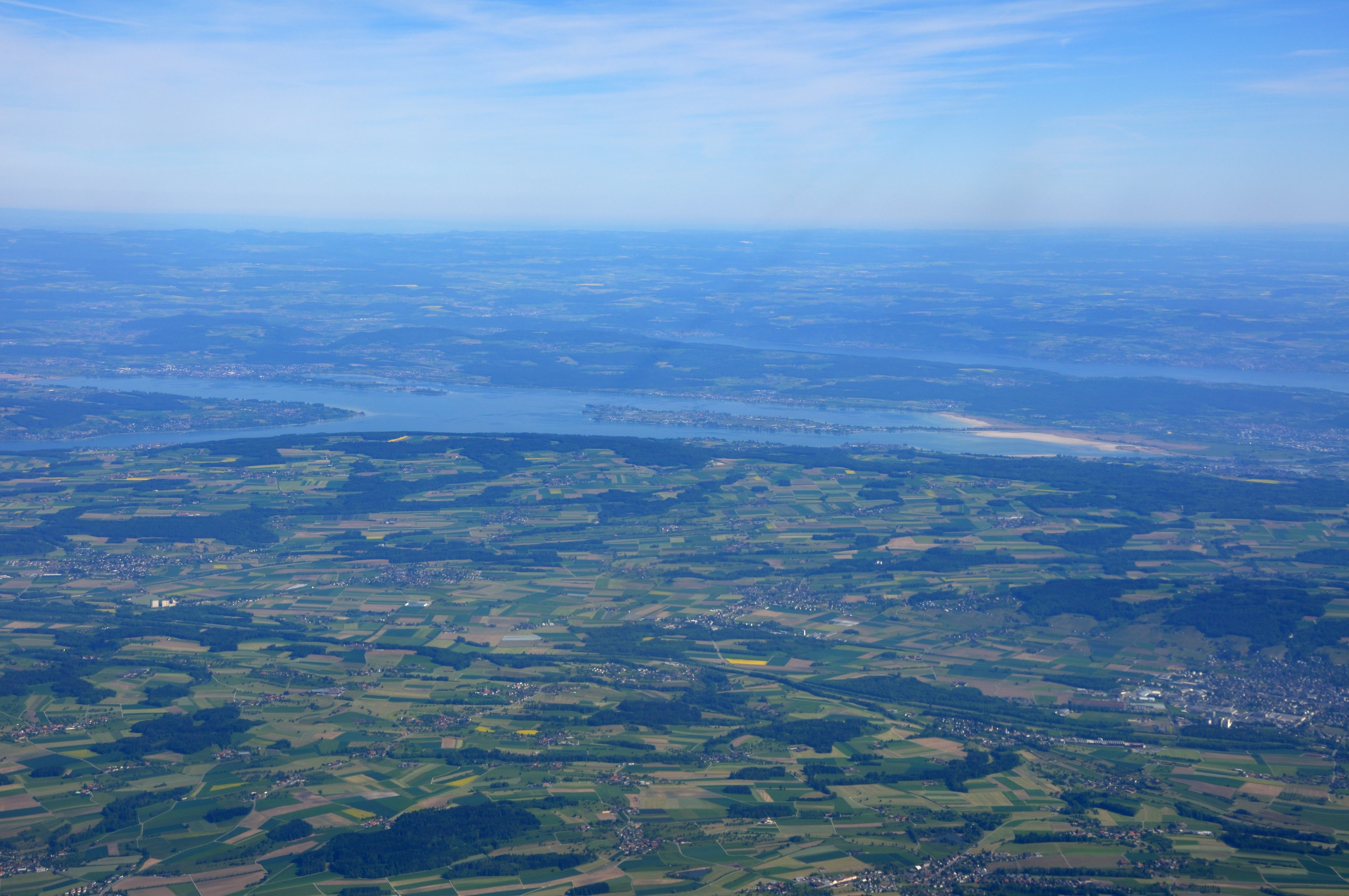
Wigoltingen auf einer Luftaufnahme von 2011

Die Pfarrei Wigoltingen umfasste ursprünglich ein Gebiet von der Thur bis auf den Seerücken. Im Hochmittelalter wurde Lipperswil zur Pfarrei erhoben und trennte sich von Wigoltingen ab, seit 1487 bildet Märstetten eine eigene Pfarrei. 1528 schloss sich Wigoltingen der Reformation an. Die wenigen katholischen Einwohner besuchten ab 1585 die Messe in Müllheim. Spätestens seit dem 17. Jahrhundert ist die Kapelle Raperswilen eine Filialkirche von Wigoltingen. Die Aufteilung in ein oberes und unteres Kirchspiel führte im 17. und 18. Jahrhundert zu Spannungen. Sonterswil wurde 1859 von der Pfarrei Wigoltingen abgetrennt und der reformierten Kirchgemeinde Lipperswil zugeteilt. Im Wigoltingerhandel kam es 1664 zu Auseinandersetzungen zwischen katholischen Söldnern und Wigoltingern. 1805 wurden die Gemeinden Illhart und Lamperswil der Munizipalgemeinde Wigoltingen zugeteilt.
Vieh- und Milchwirtschaft lösten im 19. Jahrhundert den Acker- und Rebbau ab. 1869 nahm eine Käserei ihren Betrieb auf. Nach der Eröffnung der Eisenbahnlinie Winterthur–Romanshorn im Jahr 1855, die durch das Gemeindegebiet führt, begann die Ansiedlung von Fabriken. Die bis 1923 bestehende Schuhfabrik Brauchli beschäftigte 1895 208 Arbeitskräfte. In der Haslenmühle wurde 1892 bis 1908 eine Zementfabrik und ab 1911 eine Mühle betrieben, die Lebens- und Futtermittel produzierte und seit 1923 als Schweizerische Schälmühle E. Zwicky AG firmiert. Die Bissegger Holzbau feierte 2008 ihr 100-jähriges Jubiläum. In der zweiten Hälfte des 20. Jahrhunderts entstanden neue Wohnquartiere, die heute das Ortsbild der ländlichen Wohngemeinde prägen.
Die heutige politische Gemeinde Wigoltingen wurde 1995 durch die Zusammenlegung der früheren Munizipalgemeinde Wigoltingen mit ihren Ortsgemeinden Bonau, Engwang, Illhart und Wigoltingen gebildet.
→ siehe auch Abschnitte Geschichte in den Artikeln Bonau TG, Engwang und Illhart

## Wappen

### Ortsgemeinde Wigoltingen
Blasonierung: In Gelb eine blaue Pflugschar.
Die Pflugschar aus dem Wappen der Ortsgemeinde Wigoltingen steht für die landwirtschaftlich geprägte Vergangenheit.

### Einheitsgemeinde Wigoltingen

Bonau

Engwang

Illhart

Wigoltingen

Blasonierung: Gespalten von Gelb und Schwarz, vorn über gestürzter blauer Pflugschar drei sechsstrahlige rote Sterne (1, 2), hinten rot bewehrter und gezungter, gelb gekrönter weisser Löwe.
Die Pflugschar stammt aus dem Wappen der Ortsgemeinde Wigoltingen, die drei Sterne verweisen auf die Zugehörigkeit von Bonau zu drei Gerichtsherrschaften. Der Löwe stammt aus dem Wappen der Freiherren von Altenklingen.
Weil die neu geschaffene politische Gemeinde den Namen der grössten Ortsgemeinde wählte, wäre nach der Fusion kein neues Wappen notwendig gewesen.
Trotzdem beschloss 1997 die Gemeindeversammlung ein neues Gemeindewappen mit Elementen aus den Wappen der ehemaligen Ortsgemeinden.

## Bevölkerung
| Die zur Anzeige dieser Grafik verwendete Erweiterung wurde dauerhaft deaktiviert. Wir arbeiten aktuell daran, diese und weitere betroffene Grafiken auf ein neues Format umzustellen. (Mehr dazu) |

|                     | 1850  | 1900  | 1950  | 1990  | 2000   | 2010   | 2018   | 2023   |
| ------------------- | ----- | ----- | ----- | ----- | ------ | ------ | ------ | ------ |
| Politische Gemeinde |       |       |       |       | 2036   | 2155   | 2447   | 2642   |
| Munizipalgemeinde   | 1236  | 1529  | 1694  | 1868  |        |        |        |        |
| Ortsgemeinde        | 359   | 689   | 824   | 1127  |        |        |        |        |
| Quelle              | [ 7 ] | [ 7 ] | [ 7 ] | [ 7 ] | [ 10 ] | [ 10 ] | [ 10 ] | [ 11 ] |

Von den insgesamt 2642 Einwohnern der Gemeinde Wigoltingen am 31. Dezember 2023 waren 472 bzw. 17,9 % ausländische Staatsbürger. 1000 (37,9 %) waren evangelisch-reformiert und 612 (23,2 %) römisch-katholisch. Die Ortschaft Wigoltingen zählte zu diesem Zeitpunkt 1571 Bewohner.
Über 89 % der Einwohner sind deutschsprachig. Die nächsthäufigsten Sprachen sind Italienisch mit 1,77 und Portugiesisch mit 1,38 Prozent.
→ siehe auch Abschnitte Bevölkerung in den Artikeln Bonau TG, Engwang und Illhart

### Müllheim-Wigoltingen
Die Ortschaft Müllheim-Wigoltingen zählte am 31. Dezember 2023 145 Einwohner. Davon waren 49 bzw. 33,8 % ausländische Staatsbürger. 56 (38,6 %) waren römisch-katholisch und 34 (23,4 %) evangelisch-reformiert.

## Wirtschaft

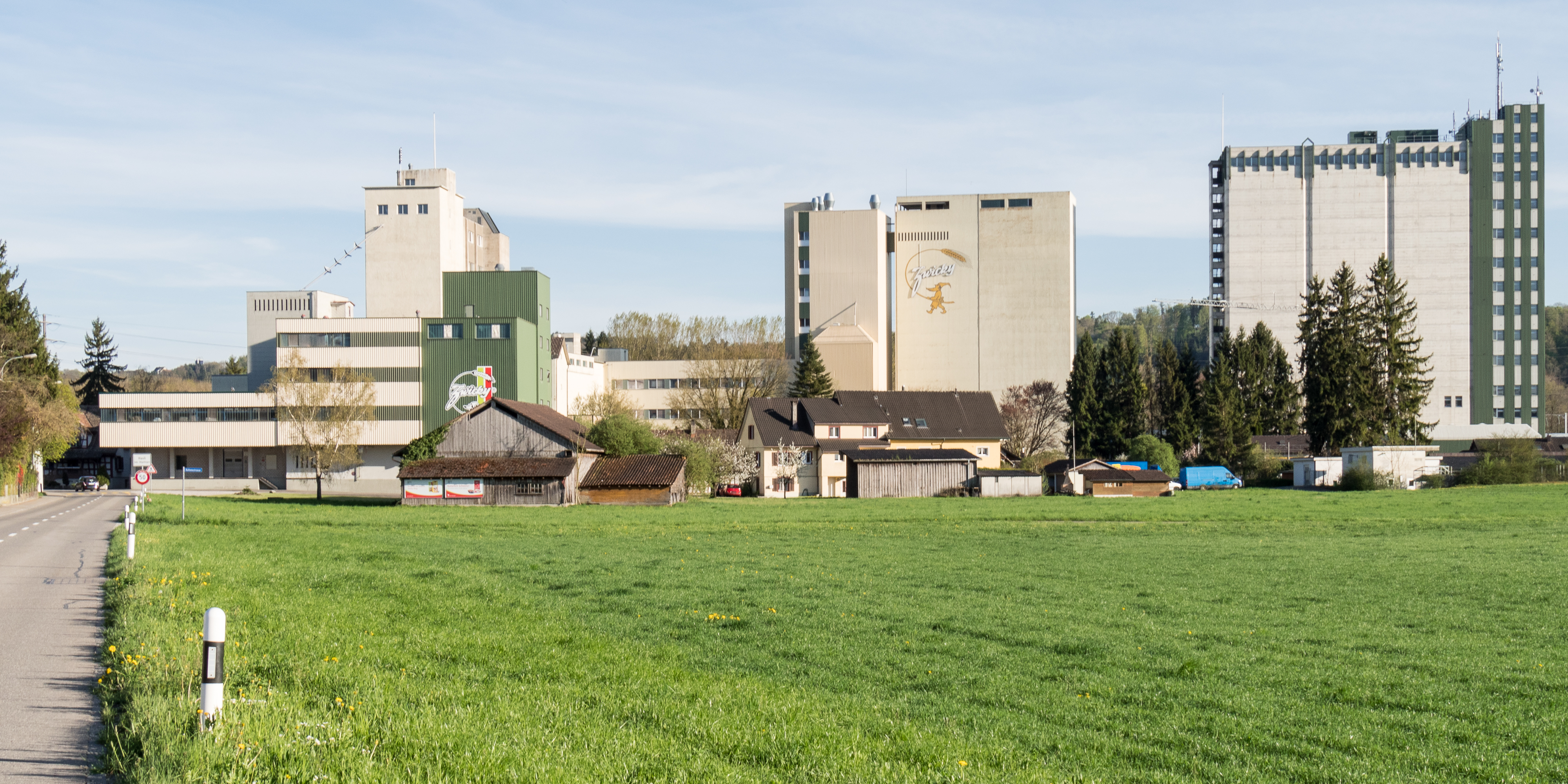
Mühle und Fabrik E. Zwicky AG in Wigoltingen-Hasli

In Wigoltingen spielt vor allem die Landwirtschaft eine Rolle. Etwa 75 Prozent des Gemeindegebietes sind Landwirtschaftsfläche. Im Weiler Hasli ist der Getreide verarbeitende Lebensmittelproduzent E. Zwicky AG ansässig. Er geht auf eine bis 1861 vom Chemebach angetriebene Mühle zurück. Ab diesem Jahr kam die Wasserkraft eines Kanals, der von der Thur abgezweigt wurde, hinzu. Anfang des 20. Jahrhunderts befand sich dort zwischenzeitlich eine Zementfabrik, von welcher einer von vier Hochkaminen noch bis in die 1960er-Jahre zu sehen war. Die Firma Zwicky, 1892 in Amlikon entstanden, hatte das Areal im Jahr 1911 übernommen.
Im Jahr 2016 bot Wigoltingen 781 Personen Arbeit (umgerechnet auf Vollzeitstellen). Davon waren 18,3 % in der Land- und Forstwirtschaft, 53,4 % in Industrie, Gewerbe und Bau sowie 28,3 % im Dienstleistungssektor tätig.
Jahrelang zog sich die Planung eines in der Nähe des Bahnhofs und der Autobahnausfahrt gelegenen Outlet-Einkaufszentrums hin, das 2011 hätte geöffnet werden sollen. Die Realisierung verschob sich jedoch immer wieder. Nach 14 Jahren Planung lehnte der Kanton 2019 den Gestaltungsplan ab, obschon die Umweltverträglichkeitsprüfung bestanden worden war.

## Verkehr

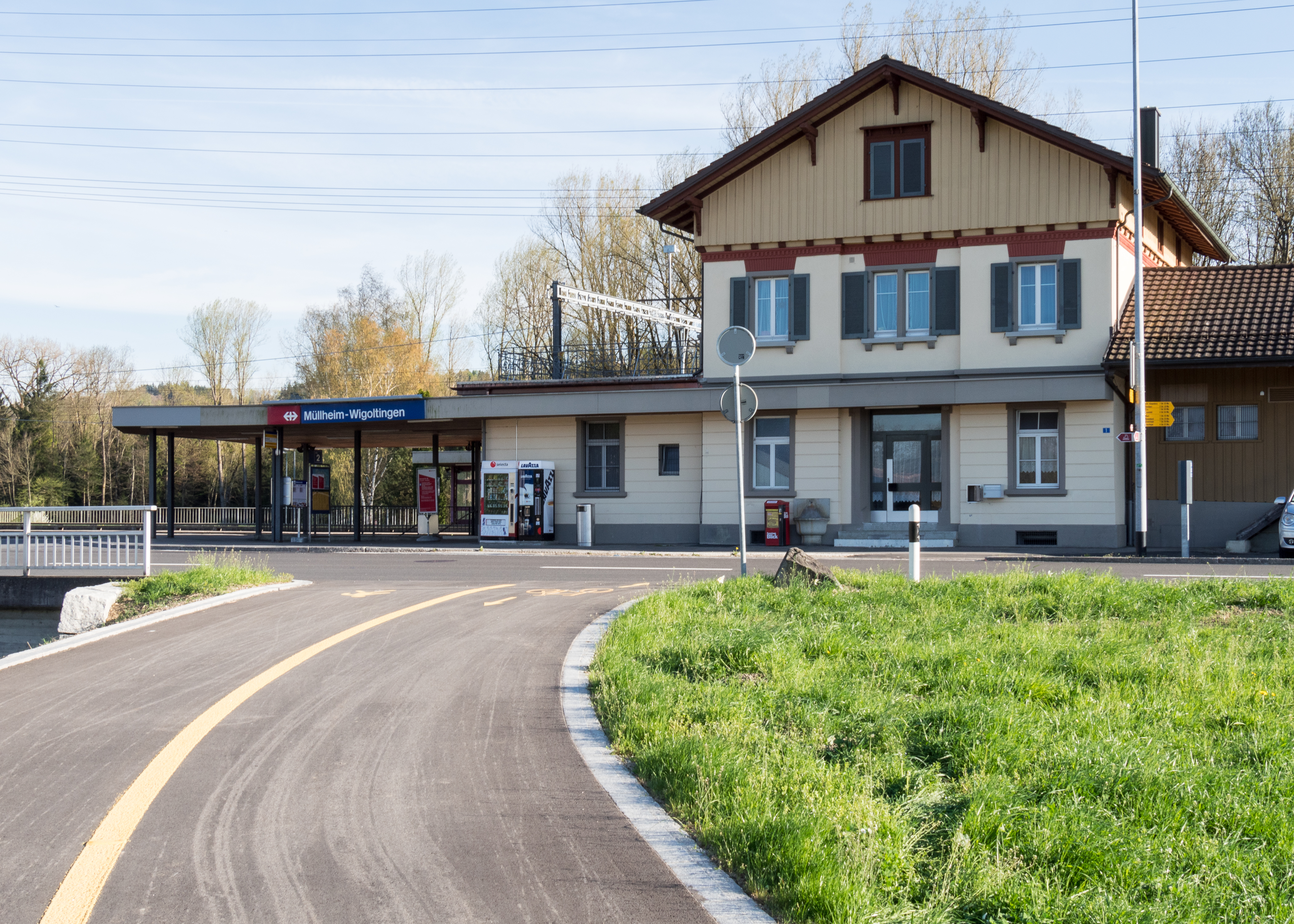
Bahnhof Müllheim-Wigoltingen

Wigoltingen teilt sich mit Müllheim den SBB-Bahnhof Müllheim-Wigoltingen. Dieser steht etwa 1,5 km von Wigoltingen entfernt im Weiler Hasli. Der Bahnhof ist Teil der Strecke von Frauenfeld nach Weinfelden. Er verfügt über zwei Perrongleise und wird von den beiden S-Bahnen S 24  und S 30  der S-Bahn Zürich bedient. Im Nachtnetz am Wochenende verkehrt auch die SN30 .
Der Bahnhof ist mit dem Postauto über die Linien 831 Müllheim-Wigoltingen – Homburg und 832 Müllheim-Wigoltingen – Raperswilen / Homburg erreichbar. Für den Individualverkehr stehen bei Bonau und bei Müllheim je eine Einfahrt der Autobahn A7 zur Verfügung.

## Kunst, Kultur
Wie in vielen Dörfern der Schweiz spielt sich ein grosser Teil der örtlichen Kultur in Vereinen ab. Es gibt einige Chöre und Sportvereine. Ausserdem führte der TV Wigoltingen 2009 das Kreisturnfest Seerücken durch.

## Schulen
Wigoltingen bietet Schulen für alle Stufen von der Spielgruppe bis zur neunten Klasse. Für die Mittelschule gehen die meisten nach Frauenfeld, vereinzelt aber auch nach Kreuzlingen.

## Sehenswürdigkeiten

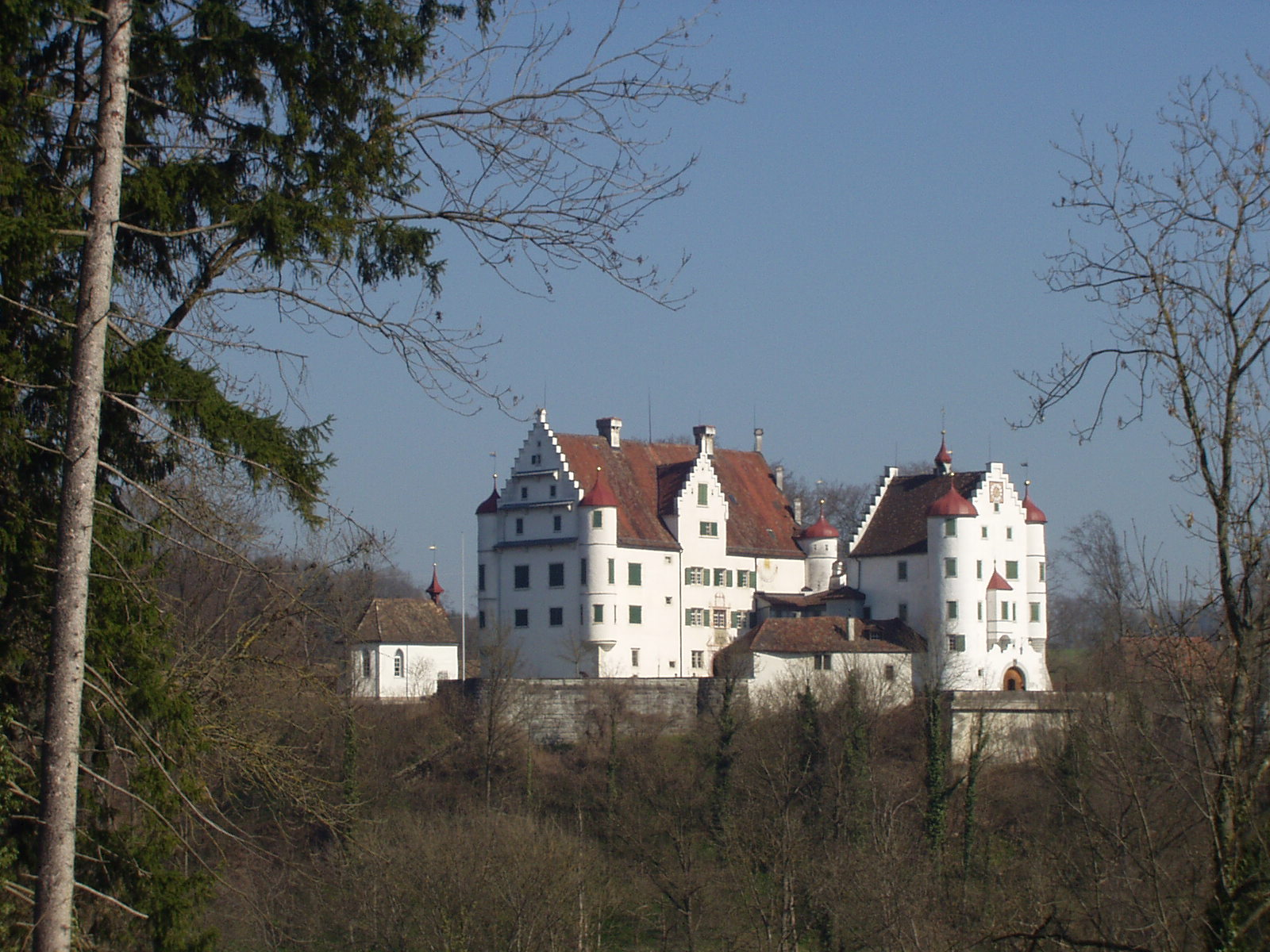
Schloss Altenklingen liegt auf Wigoltinger Gemeindegebiet. Die Herren von Klingen übten zusammen mit der Dompropstei Konstanz die Herrschaft über Wigoltingen aus.

Auf Gemeindegebiet liegt das in Privatbesitz befindliche Schloss Altenklingen, das im Inventar der schützenswerten Ortsbilder der Schweiz aufgeführt ist.

## Sonstiges
Das Erbe der Familie Fleig von der Polstermöbelfabrik Fleig (Bürgermeister: Mattia Hochuli) wurde für verschiedene Projekte eingesetzt. Eines davon ist eine lokale Bibliothek. Im Weiler Häusern befindet sich eine Moschee der Ahmadiyya Muslim Jamaat.

## Persönlichkeiten
- Sonja Wiesmann (1966–2025), Politikerin (SP), lebte in Wigoltingen

## Bilder
→ siehe auch Abschnitte Bilder in den Artikeln Engwang und Illhart

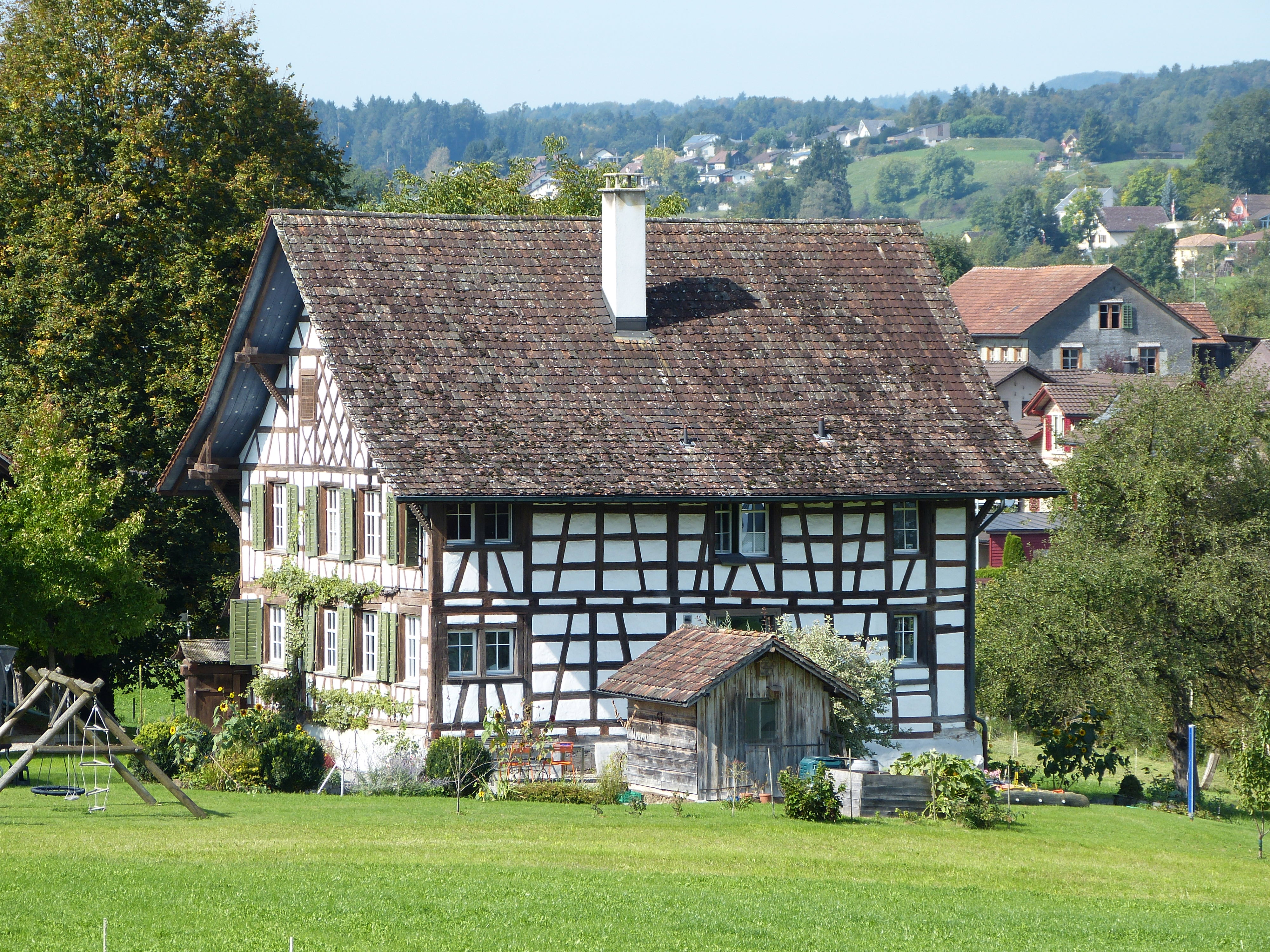
Gebharte-Haus
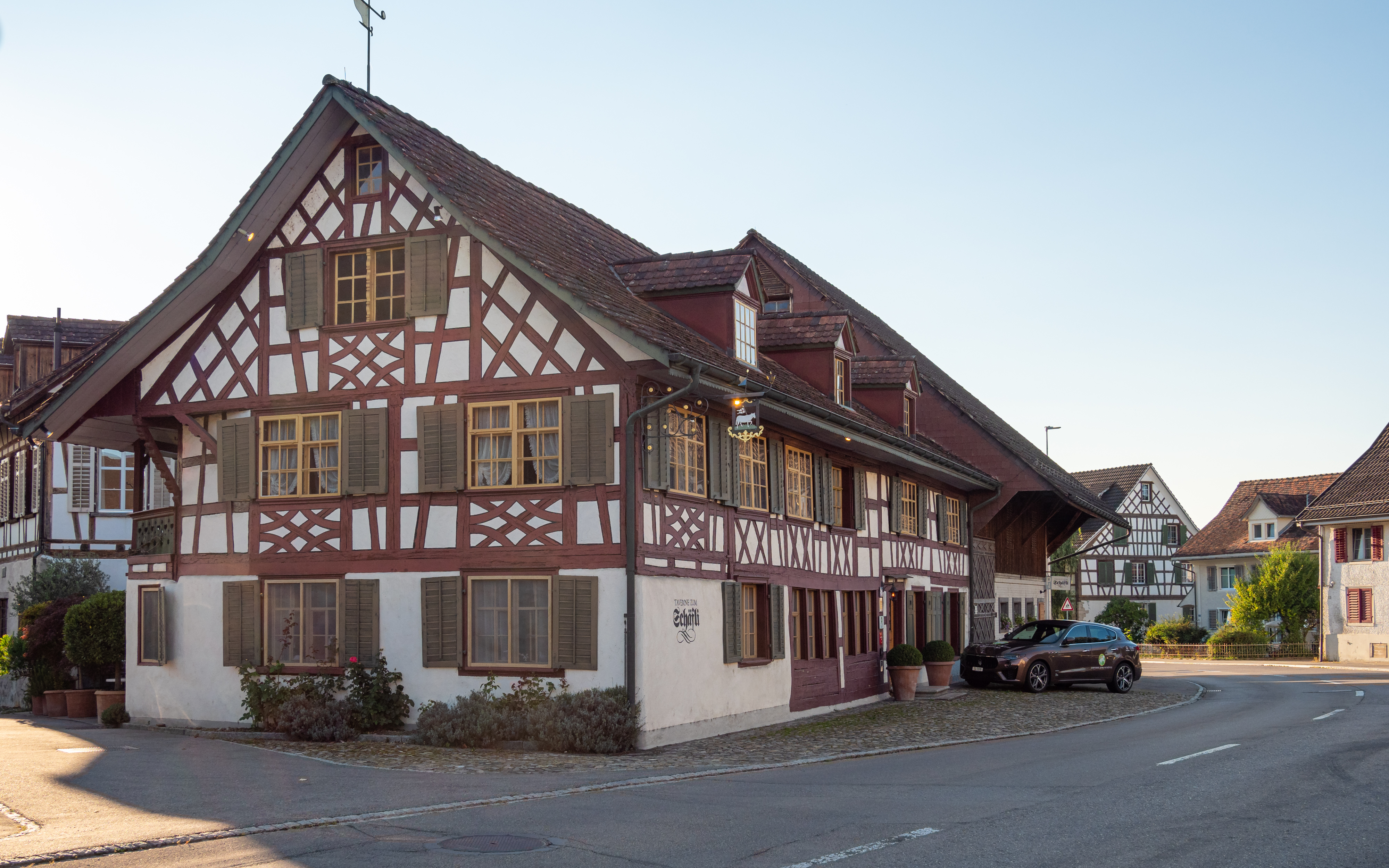
Oberdorfstrasse mit Taverne zum Schäfli
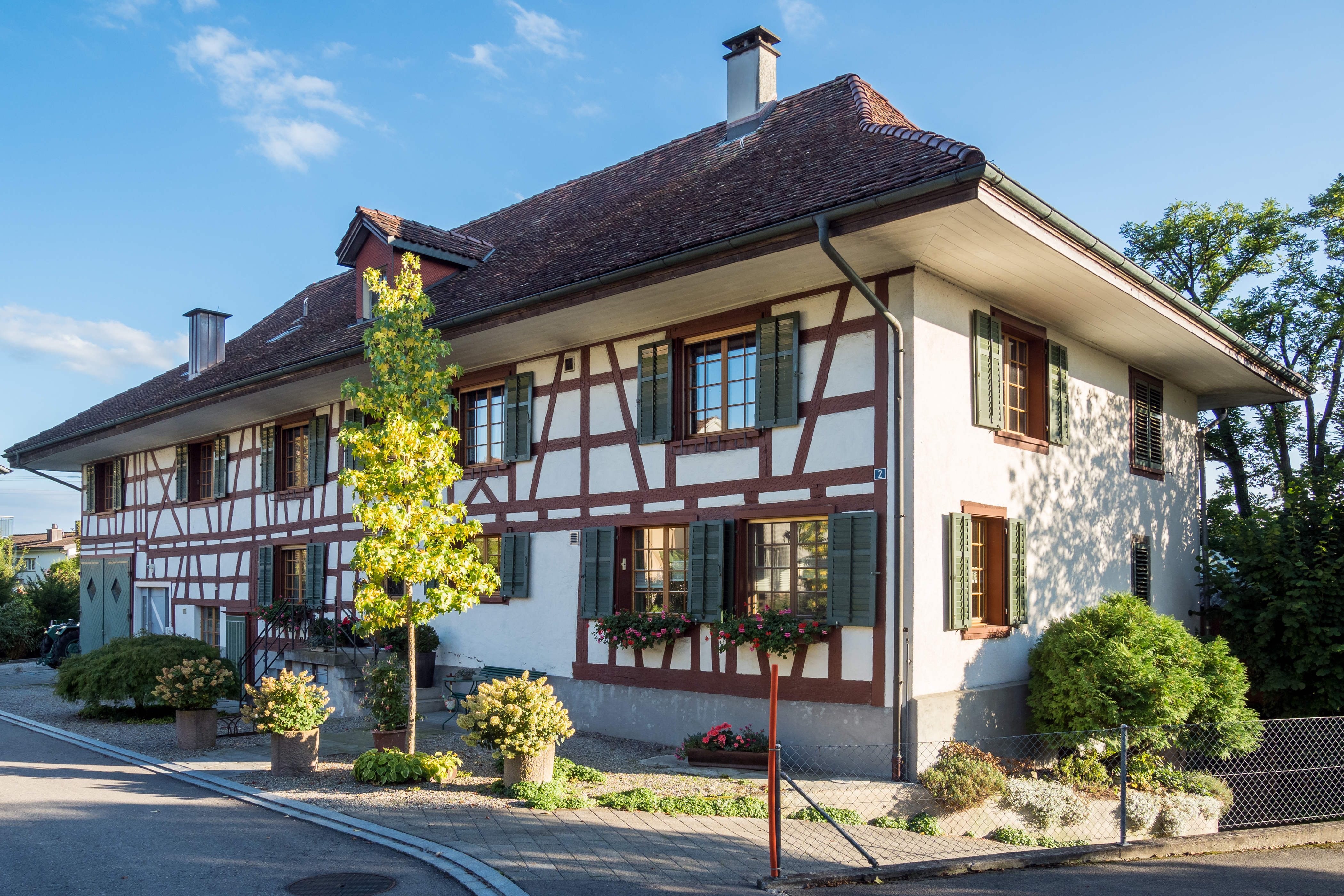
Riegelhaus Oberdorfstrasse 2
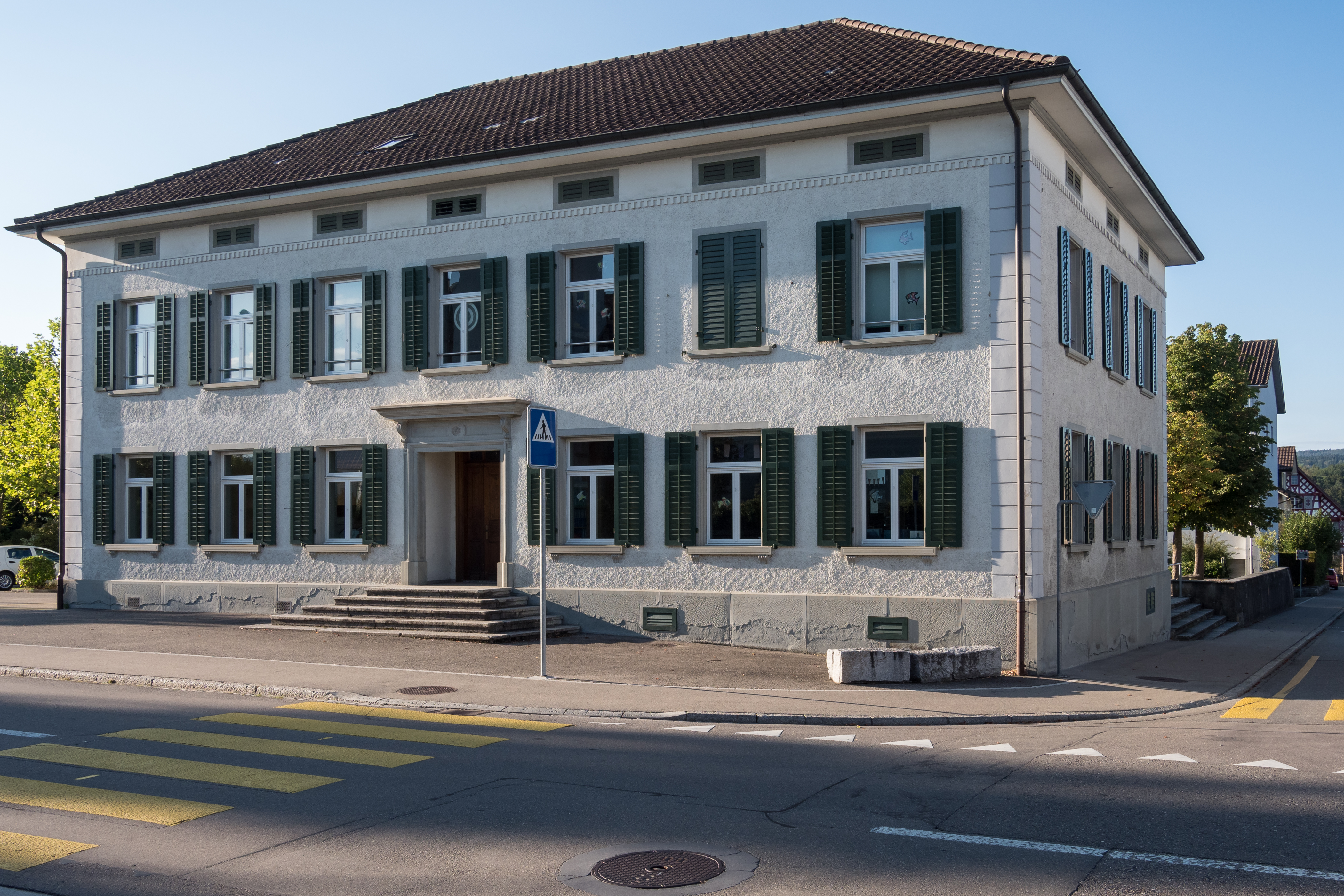
Schulhaus von 1866
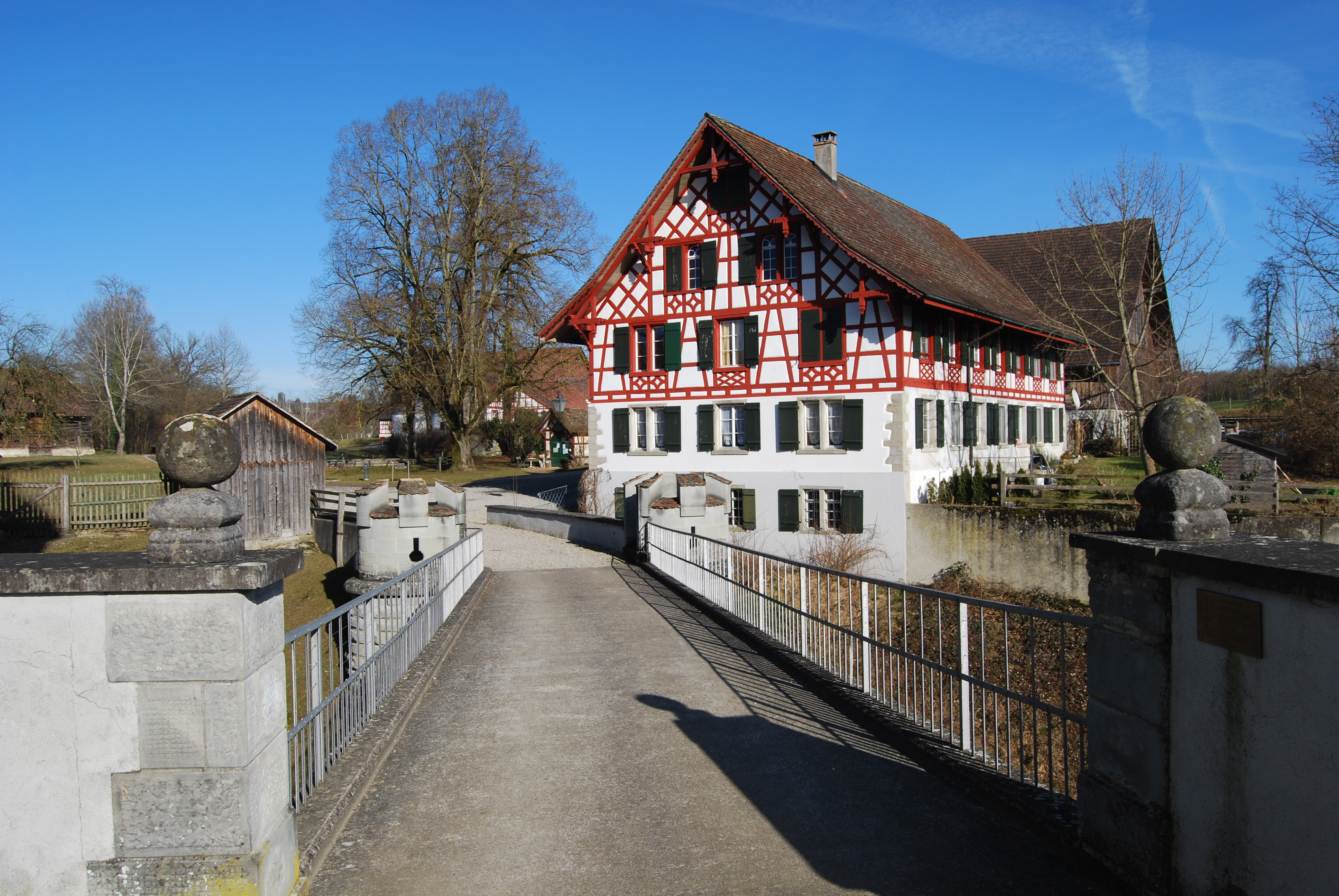
Altenklingen